# Верхняковский сельский совет
Верхняковский сельский совет (укр. Верхняківська сільська рада) — входит в состав
Борщёвского района
Тернопольской области
Украины.
Административный центр сельского совета находится в 
с. Верхняковцы.

## Населённые пункты совета
- с. Верхняковцы